# Santa Maria dels Albats
Santa Maria forma muralles o Santa Maria del Pla dels Albats és una antiga església del municipi d'Olèrdola (Alt Penedès) inclosa en l'Inventari del Patrimoni Arquitectònic de Catalunya.

## Descripció
Situada fora de l'antiga ciutat altmedieval d'Olèrdola, donava servei a tota la població que ocupava l'exterior del recinte emmurallat. Citada als textos medievals com Santa Maria foris murum, apareix com a església sufragània en la primera consagració de l'església de Sant Miquel d'Olèrdola feta pel Bisbe Teodoric entre els anys 911 i 937. La darrera notícia documental és de l'any 1511, en una visita pastoral que relaciona les sufragànies de Sant Miquel, l'església parroquial. En aquests moments està dedicada a Sant Cristòfor.
Situada al final d'un promontori, Santa Maria té un ampli domini visual sobre el territori de la plana penedesenca així com el Garraf, controlant el pas de la costa a l'interior per una banda i, per l'altra, l'accés al conjunt fortificat a través del fondo de la Seguera.
Els primers erudits identifiquen les ruïnes com una torre o castell medieval, per, més endavant identificar-la amb l'església de Sant Pere (de finals del segle xix a mitjans del segle XX).
Al mes d'octubre de 2011, es van dur a terme treballs per a la restauració i conservació dels murs.

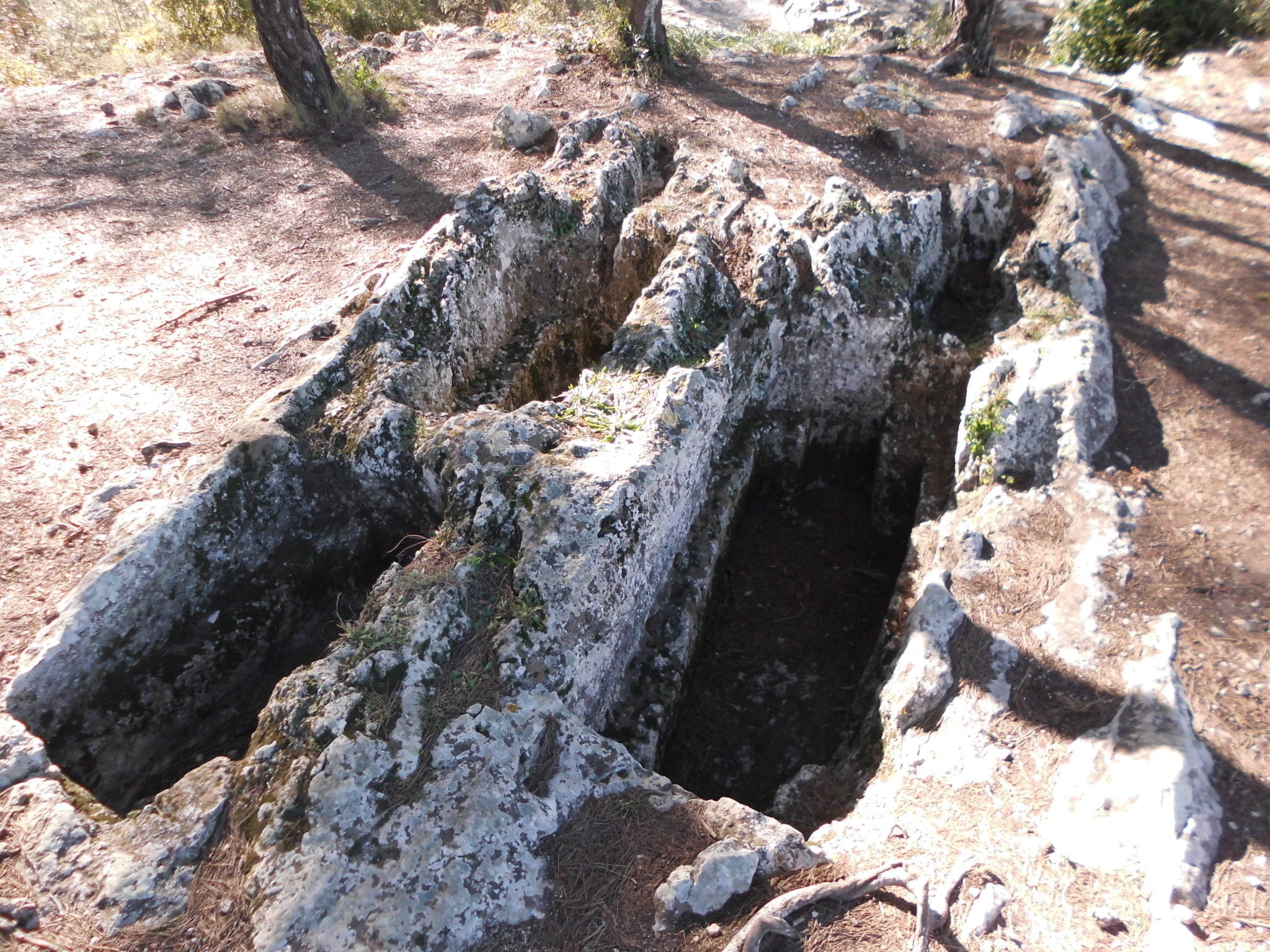
Tombes antropomorfes davant de Santa Maria dels Albats

Gràcies al projecte ECLOC (projectes quadriennals 2014-2017 en recerca en matèria d'arqueològica i paleontològica, Generalitat de Catalunya, l'any 2014 es va iniciar la intervenció en el suburbi alt medieval del Pla dels Albats centrant l'atenció en l'església i en la necròpolis.
L'església presenta una planta de una sola nau amb l'absis quadrangular. D'origen preromànic, conserva la planta original sense gaires alteracions externes, mantenint-se la porta al costat sud. L'interior va patir algunes transformacions entre el segle X i el segle xvi, moment de l'abandó i ocupació momentània com a mas. La nau rectangular aviat va ser dividida en dues parts per, més endavant, quedar escurçada en construir-se un ante-absis davant del presbiteri. Vers el moment final de l'edifici s'erigí una torre campanar a l'angle sud-est de la nau. Durant la intervenció es va localitzar un mil·liari romà a l'interior de l'edifici, en l'ante-absis o fals transsepte. El mil·liari procediria de la via Augusta amb molta probabilitat i hauria estat utilitzat com a peu d'altar o suport.
En paral·lel a la recerca arqueològica s'ha realitzat la consolidació de l'edifici i habilitat l'accés al públic.
Santa Maria està envoltada d'una de les necròpolis medievals de sepultures antropomorfes més conegudes de Catalunya, la del Pla dels Albats, i també una de les més grans, amb més de 150 tombes localitzades fins al moment. Aquestes sepultures anomenades "olerdolanes" estan excavades a la roca i la majoria presenten el cap diferenciat i un rebaix lateral per l'encaix de la tapadora. La denominació de Pla dels Albats deriva del gran nombre de tombes de neonats i infants, els albats o purs.